# Герб Ешпіню
Ге́рб Ешпі́ню — офіційний символ міста Ешпіню, Португалія. Використовується як територіальний герб. У зеленому щиті, перетятому сімома хвилястими срібними смугами, схрещені два золоті дельфіни з чорними очима і ротами. Їхні голови скеровані донизу, хвости — догори. Щит увінчує срібна мурована міська корона з п'ятьма вежами.  Під щитом біла стрічка, на якій великими літерами напис португальською: «cidade de Espinho» (місто Ешпіню).  Офіційно затверджений 6 листопада 1986 року. Створений на основі попереднього містечкового герба, ухваленого 28 травня 1932 року. Символізує рибальство та морський характер міста.

## Галерея

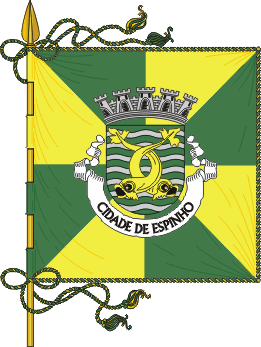
Прапор